# John Bowker (baseball)
Pour les articles homonymes, voir Bowker.
John Brite Bowker, né le 8 juillet 1983 à Sacramento (Californie) aux États-Unis, est un joueur de baseball qui joue en Ligue majeure de 2008 à 2011.

## Carrière
Après des études secondaires à la Rio Americano High School de Sacramento (Californie), John Bowker suit des études supérieures à l'Université d'État de Californie à Long Beach où il porte les couleurs des 49ers de 2002 à 2004.
Il est drafté le 7 juin 2004 par les Giants de San Francisco au troisième tour de sélection. Il perçoit un bonus de 405 000 dollars à la signature de son premier contrat professionnel le 19 juillet 2004.
Il passe quatre saisons en Ligues mineures avant d'effectuer ses débuts en Ligue majeure le 12 avril 2008. À cette occasion contre les Cardinals de Saint-Louis, il devient le huitième joueur de l'histoire de la franchise à réussir un coup de circuit lors de sa première partie en majeures. Bowker passe la majorité de la saison 2008 chez les Giants, où il maintient une moyenne au bâton de 0,255 avec 10 circuits et 43 points produits en 111 parties jouées. En défensive, il est surtout utilisé au premier but.
En 2009, il commence la saison en ligues mineures et est rappelé en juillet pour quelques semaines. Il revient en fin de saison, mais sa production offensive est peu convaincante : en 31 parties pour San Francisco, il ne frappe que pour ,194 avec 2 circuits et 7 points produits. Il patrouille généralement le champ gauche des Giants durant cette saison.
Bowker est transféré chez les Pirates de Pittsburgh le 31 juillet 2010 à l'occasion d'un échange avec Joe Martinez en retour de Javier López. Il est échangé aux Phillies de Philadelphie en août 2011. Il n'a que 13 passages au bâton sans coup sûr ou but-sur-balles.
Libéré par Philadelphie le 10 janvier 2012, il prend le chemin du Japon pour jouer dans la NPB.
Il frappe pour ,235 en 174 matchs joués au total pour les Yomiuri Giants en 2012 et 2013, cognant 17 circuits.
En 2014, il rejoint les Tohoku Rakuten Golden Eagles, pour qui il frappe pour ,248 de moyenne au bâton avec 7 circuits en 65 matchs.
De retour aux États-Unis, Bowker passe la saison 2015 en ligues mineures avec les Indians d'Indianapolis et les River Cats de Sacramento, des clubs affiliés aux Pirates de Pittsburgh et aux Giants de San Francisco, respectivement.

## Statistiques
| Saison | Équipe        | G   | AB  | R  | H   | 2B | 3B | HR | RBI | SB | BA   |
| ------ | ------------- | --- | --- | -- | --- | -- | -- | -- | --- | -- | ---- |
| 2008   | San Francisco | 111 | 326 | 31 | 83  | 14 | 3  | 10 | 43  | 1  | .255 |
| 2009   | San Francisco | 31  | 67  | 7  | 13  | 2  | 2  | 2  | 7   | 1  | .194 |
| 2010   | San Francisco | 41  | 82  | 9  | 17  | 3  | 0  | 3  | 8   | 0  | .207 |
| 2010   | Pittsburgh    | 26  | 69  | 7  | 16  | 5  | 0  | 2  | 13  | 0  | .232 |
| Totaux | Totaux        | 209 | 544 | 54 | 129 | 24 | 5  | 17 | 71  | 2  | .237 |

Note : G = Matches joués ; AB = Passages au bâton; R = Points ; H = Coups sûrs ; 2B = Doubles ; 3B = Triples ; 
HR = Coup de circuit ; RBI = Points produits ; SB = Buts volés ; BA = Moyenne au bâton.